# Irak-Iranoorlog
De Iraaks-Iraanse Oorlog (Arabisch: حرب الخليج الأولى, Perzisch: جنگ ایران و عراق), ook wel de Eerste Golfoorlog genoemd, was een militair conflict tussen Iran en Irak. De oorlog duurde van 22 september 1980 tot 20 augustus 1988. De oorlog stond aanvankelijk bekend als de "Golfoorlog" voor het uitbreken van de Golfoorlog van 1990-1991. In Iran werd deze oorlog ook wel de opgelegde oorlog of de veeleisende oorlog genoemd.

## Redenen voor de oorlog

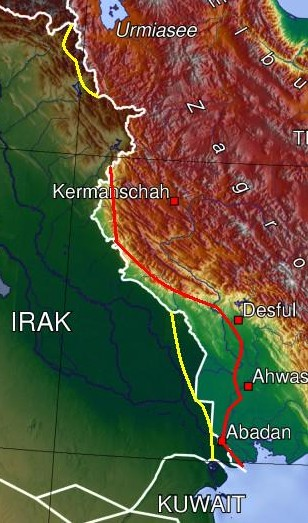
De maximale verschuivingen van de frontlinie: de rode lijn geeft Iraks verste front aan en de gele lijn geeft Irans verste front aan.

Gebruikmakend van de relatieve chaos in Iran na de Iraanse Revolutie van 1979 viel Saddam Hoesseins leger op 22 september 1980 de olierijke zuidwestelijke provincie Khuzestan binnen. Saddam beweerde dat deze provincie, waar veel Arabieren wonen, deel uitmaakte van het 'historische Irak'. Daarnaast wilde hij volledige controle krijgen over de gedeelde grensrivier Arvandrud (Sjatt al-Arab). Saddam schond met zijn inval het Verdrag van Algiers (1975) tussen de beide landen, waarin hun gemeenschappelijke grens was vastgelegd. Hij hoopte Iran een snelle beslissende nederlaag toe te kunnen brengen, om vervolgens de gebieden en rechten te krijgen die hij verlangde. Ook hoopte hij een overslaan van de revolutie te voorkomen door Iran gezichtsverlies toe te brengen.
Bovendien bezat Iran een uitermate strategische positie, gelegen op belangrijke handelsroutes en tussen de Sovjet-Unie, Pakistan en het Midden-Oosten. Daarbij had Iran het potentieel om een regionale macht te worden en was daarmee een rivaal van Saddam Hoessein. Door Iran te vernederen of zelfs uit te schakelen of ondergeschikt te maken, zou Irak de regionale hegemonie verwerven.

## Uitgangssituatie
In Irak had de nationalistische Ba'ath-partij een redelijk stabiel regime opgebouwd dat bovendien kon profiteren van de olie-opbrengsten. Door de inkomsten die dit genereerde kon Irak op de internationale markt wapens kopen, waardoor het Iraakse leger een van de beste in de regio was. Irak had een fors overwicht aan tanks (2700 vs. 1740). Iran bezat echter meer artillerie en een grotere luchtmacht. Daar stond tegenover dat het land nog in de nasleep van de Iraanse Revolutie van 1979 verkeerde en dus instabiel was. Veel (hogere) officieren waren als aanhangers van de sjah weggezuiverd waardoor het leger feitelijk leiderloos was.
Daarentegen begunstigde de geografie Iran. Het land was groot en werd doorsneden door bergketens, wat een inval, met name met tanks, zeer bemoeilijkte. Een invaller moest zijn troepen over een groot gebied uitsmeren aangezien de doelen op grote afstand van elkaar lagen.

## Verloop van de oorlog

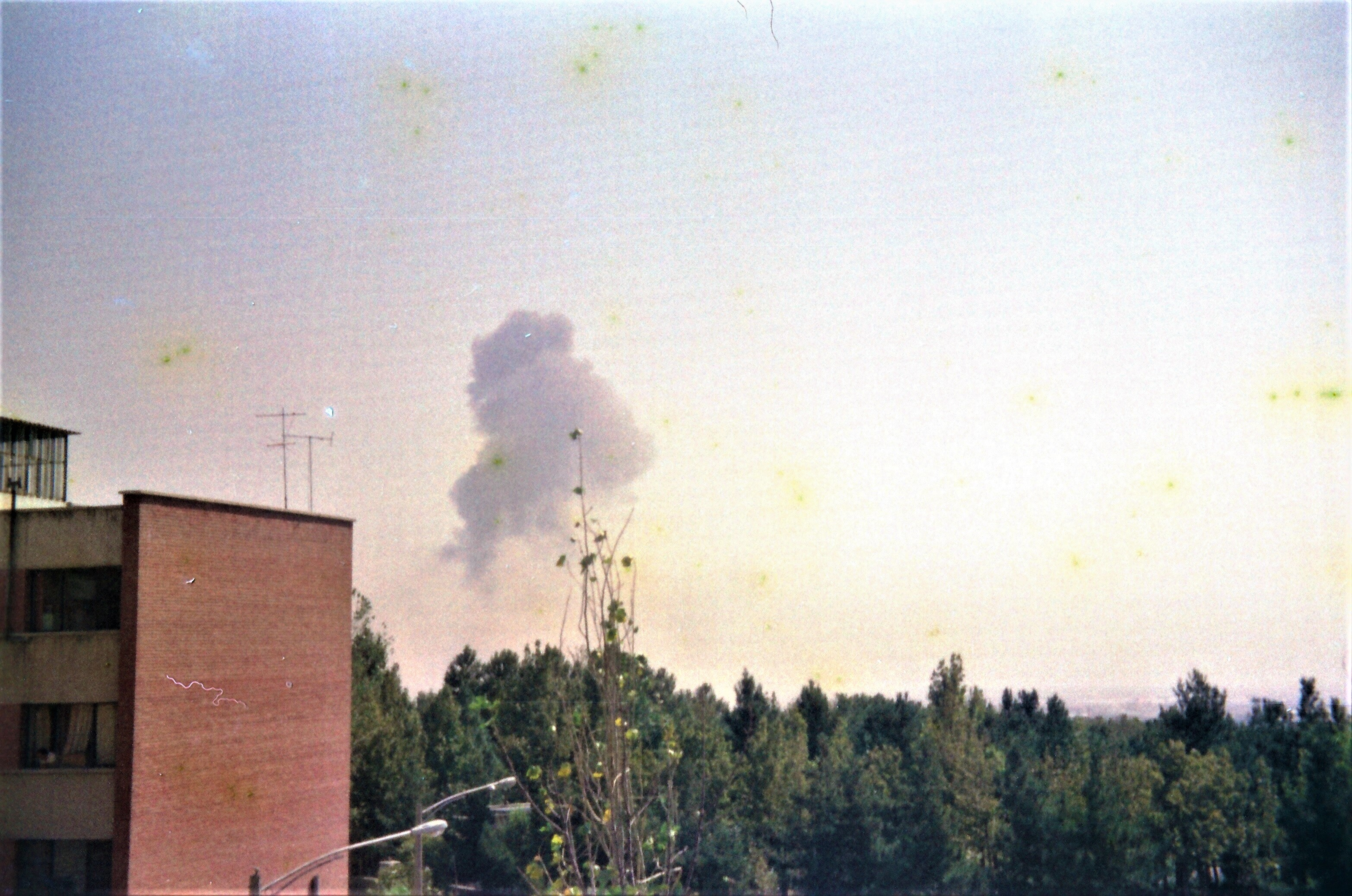
Irak-Iranoorlog - 22 september 1980 - Teheran

De oorlog begon op 22 september 1980 met een grootschalige luchtaanval op Iran. Direct wreekte het zich dat Saddam Hoessein zich op de afmetingen van het land had verkeken. Slechts een deel van de luchtmacht kon doordringen tot de verder gelegen vliegvelden, en wist daar weliswaar de Iraanse luchtmacht en infrastructuur schade toe te brengen, maar geenszins uit te schakelen. Zo konden bijvoorbeeld slechts drie MiG-23 toestellen Teheran bereiken waar ze slechts wat lichte schade aan vliegtuigen konden toebrengen. De dag erna, 23 september, volgde een grootschalige aanval over een front van 645 km. Zes Iraakse divisies vielen Iran binnen. Eén belegerde Koramsjar, een tweede Abadan, twee andere vielen de rest van Khuzestan aan, en de overige twee vielen in het midden en noorden aan om een Iraanse tegenaanval op Centraal-Irak te voorkomen.
Het militaire conflict verliep aanvankelijk gunstig voor Irak, maar al snel hervonden de Iraanse leiders zichzelf en bood de oorlog hun een unieke kans het volk te verenigen tegen één vijand. Terwijl de Iraanse bevolking zeer gemotiveerd was de invallers te bestrijden, ontbrak de motivatie aan de Iraakse kant. Bovendien zouden de troepen volgens de Britse journalist Brogan slecht geleid zijn. Hier kwam een extra teleurstelling voor Saddam Hoessein bij. De Arabieren van Khuzestan kwamen namelijk niet in opstand.
De puriteins-sjiitische regering maakte van de oorlog een heilige oorlog, waarbij de in hun ogen 'tirannieke' soennieten verslagen moesten worden. De Iraanse ayatollahs grepen terug op de Slag bij Karbala van 680, waarbij Imam Hoessein, de kleinzoon van de profeet Mohammed, door de kalief verslagen werd en als martelaar stierf. Ze wisten de grote Iraanse bevolking te mobiliseren tot een totale oorlog. Hoewel de coördinatie tussen het reguliere leger en de Pasdaran slecht was, wist Iran stand te houden. In de lucht behaalde de Iraanse luchtmacht de hegemonie, en viel diverse doelen in Irak aan. Tussen 22 september en 1 oktober werd Bagdad bijvoorbeeld acht keer gebombardeerd.
De oorlogvoering was in vele gevallen wreed. Zo werd door Irak gifgas ingezet, werden loopgraven gegraven en mijnenvelden aangelegd. Tienduizenden Iraanse kinderen stierven als gedwongen martelaar met 'een sleutel voor het paradijs' om hun nek en een band met 'Karbala' op hun hoofd, hoewel deskundigen dat laatste als een hoax beschouwen. Het gaat volgens hen om een misinterpretatie van het heilige boek "De sleutel tot het paradijs" (Mafatih al-Janan) van Sheikh Abbas Qumi, die alle vrijwilligers in het leger van Iran kregen.
De Iraakse opmars liep vast en leverde uiteindelijk niet meer op dan de bezetting van 3000 vierkante kilometer aan woestijn, moeras, bergen en de door Iran verlaten stad Koramsjar.
In juli 1982 had Iran Irak teruggedreven naar de oorspronkelijke grenzen, maar nu had Iran zich nieuwe doelen gesteld: de verovering van de heilige sjiitische steden Najaf en Karbala in centraal Irak. De Iraniërs vielen het Iraakse schiereiland Al-Faw binnen en dreigden Irak van de zee af te sluiten. De Iraniërs waren echter niet in staat om de Irakezen te verslaan en de oorlog liep uit op een bloedige uitputtingsoorlog. De Irakezen hadden hun toevlucht tot gifgas genomen om de Iraanse opmars tot staan te brengen. En toen de Iraniërs door de moerassen van Zuid-Irak oprukten naar Basra, lieten de Irakezen olie in de moerassen lopen en staken deze aan. Vervolgens werden vijvers onder stroom gezet, zodat de Iraniërs die niet door verbranding gestorven waren geëlektrocuteerd werden.
Arabische landen, waaronder Koeweit, steunden Irak omdat ze beducht waren voor een Iraanse dominantie in het Golfgebied. Iran had zich in de wereld buitengewoon onpopulair gemaakt, terwijl Irak met zijn secularisme voor het Westen het minste van twee kwaden leek. Hier kwam bij dat Khomeini bleef ageren tegen de Arabische koninkrijken en emiraten, en verklaarde dat de monarchie geen islamitische staatsvorm was. Hoewel Khomeini wellicht de Arabische staten hoopte te intimideren gebeurde precies het tegengestelde: de landen zetten hun reserves tegen Irak opzij en steunden dit land. Wapens en vliegtuigen (o.a. Franse Mirages) werden aan Irak geleverd. Aan het eind van de oorlog had Irak dan ook een enorm materieel overwicht. Slechts door pure mankracht kon Iran zich staande houden.

### 'Oorlog van de steden' en de 'tankeroorlog'
Nadat de stellingen zich rond juli 1982 nauwelijks meer verplaatsten, verschoof het strijdtoneel gedeeltelijk en werden door zowel Iran als Irak scud-raketten ingezet in de zogenoemde 'Oorlog van de steden'. Hierbij werden de hoofdsteden Bagdad en Teheran regelmatig bestookt. Ook tientallen kleinere steden, industriële centra en andere burgerdoelen werden zwaar getroffen. Zo veranderde de Iraakse havenstad Basra in 1985 in een verlaten spookstad na langdurige Iraanse bombardementen.

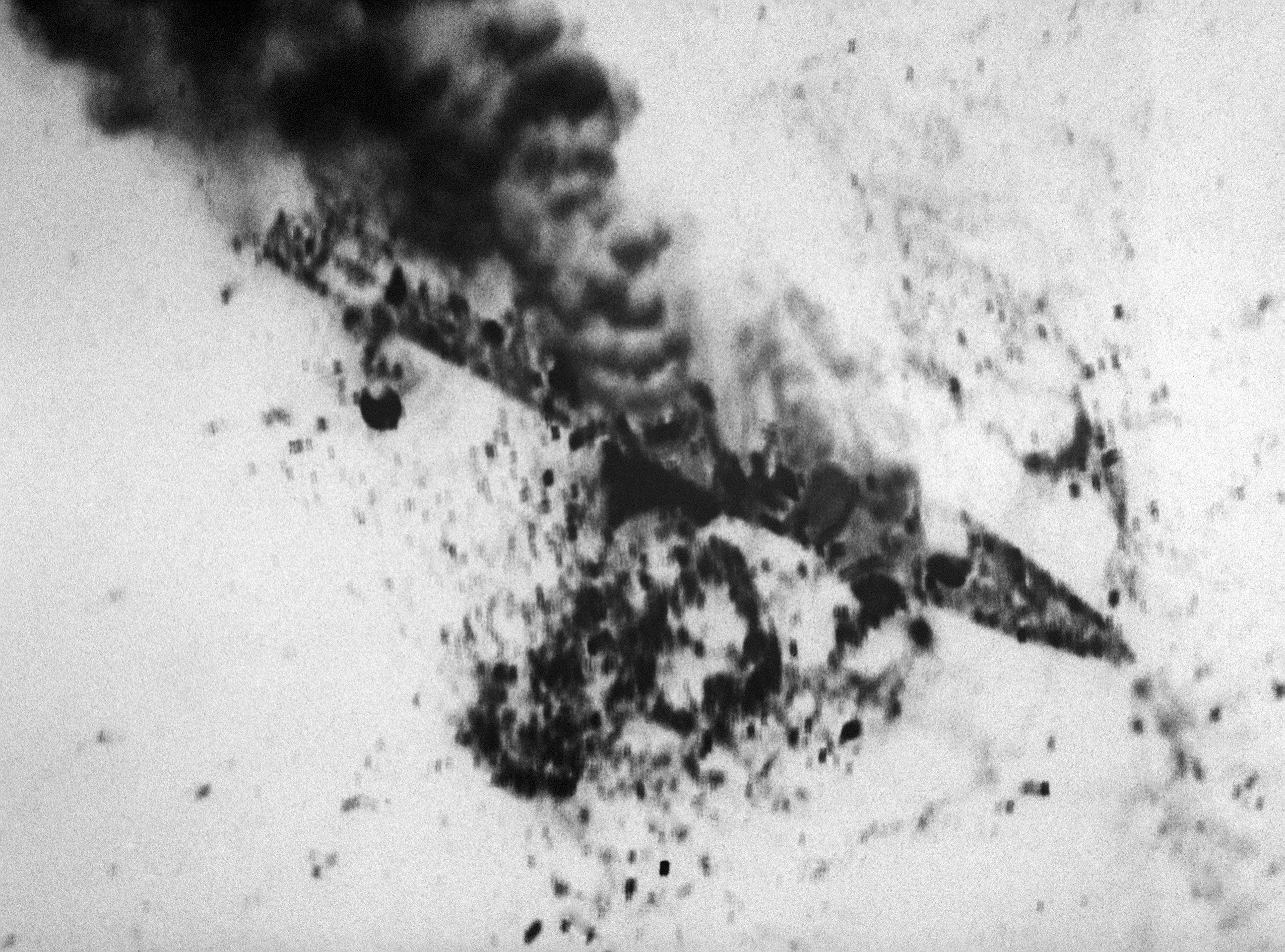
Amerikaanse aanval op een Iraans schip

Vanaf maart 1985 vonden ook in en rond de Perzische Golf incidenten plaats, in wat de 'tankeroorlog' ging heten. Zo werden Amerikaanse schepen in de Perzische Golf aangevallen, waarbij tientallen Amerikaanse doden vielen. De Amerikanen schoten op hun beurt in 1988 een Iraans lijnvliegtuig neer, waarbij ze achteraf verklaarden dat ze dit voor een militair toestel hadden aangezien (zie Iran Air-vlucht 655).

### Koerdische rebellie
De Koerden, die al lang streden voor een onafhankelijk Koerdistan, kwamen in januari 1985 opnieuw in opstand, en voerden met Iraanse steun een matig succesvolle rebellie tegen het Iraakse leger. Dit reageerde met de al-Anfal-campagne tegen de Koerden.
Op 14 maart 1988 begon Iran met steun van het leger van Talabani een offensief aan het noordelijk front, waarbij de volgende dag onder andere de Koerdische stad Halabja in Iraanse/Koerdische handen viel. De Iraakse luchtmacht reageerde met een hevig bombardement, waarbij duizenden burgers door gifgas werden gedood.

### Chemische en biologische wapens

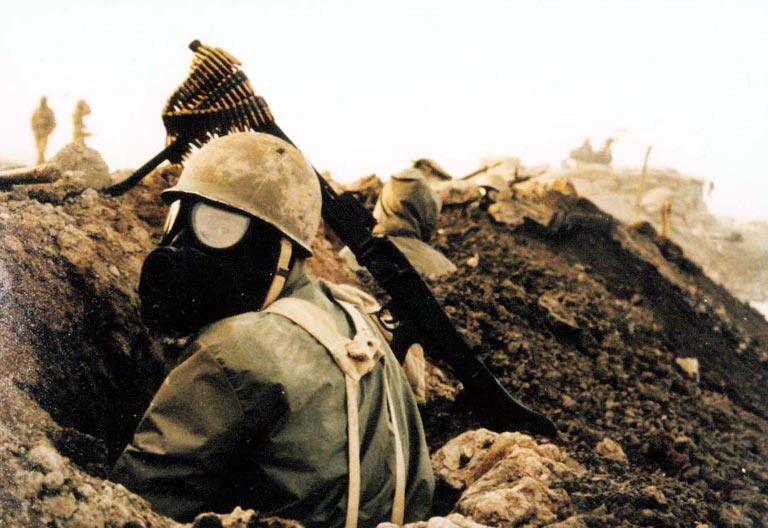
Iraanse strijder met gasmasker

Het leger van Irak zette op grote schaal chemische en biologische wapens in. Onder de chemische wapens die gebruikt werden waren mosterdgas, sarin en tabun. Irak produceerde ook VX maar het is onzeker of dit ook gebruikt is.
In totaal stierven meer dan 100.000 Iraniërs en Koerden aan de gevolgen hiervan.
De meeste chemische stoffen om wapens te kunnen maken, werden geleverd door westerse landen, zoals Duitsland, Frankrijk en de Verenigde Staten. Officieel was een verbod op levering van chemische stoffen van kracht, maar vrij algemeen wordt aangenomen dat dit verbod met medeweten van westerse landen omzeild is. De Nederlander Frans van Anraat is in Nederland veroordeeld tot 17 jaar gevangenisstraf voor het leveren van verboden stoffen aan Irak.
Irak noch toeleveranciers zijn ooit internationaal veroordeeld voor het gebruik van chemische wapens.

## Einde en nasleep van de oorlog

### Eindfase
In het tweede kwartaal van 1988 zette Irak zijn materieel overwicht om in daden, en wist Iran een aantal gevoelige nederlagen toe te brengen. De door Iran gesteunde Koerdische opstand werd teruggedrongen (maar niet volledig verslagen), mede met behulp van chemische wapens (de aanval op Halabja op 16 maart 1988). In april 1988 werd Iran uit Zuid-Irak verdreven en werd het schiereiland Al-Faw heroverd. Dit offensief was het eerste van vijf grote offensieven tegen Iran, die groot succes hadden voor Irak. Vervolgens viel Irak opnieuw in samenwerking met de Volksmujahedin (MEK) West-Iran binnen en nam hiermee voor de eerste keer sinds het begin van de oorlog weer het initiatief (Operatie Veertig Sterren). Irak behaalde niet alleen de strategische doelen maar wist ook Iran groot verlies toe te brengen tegen minimale verliezen aan eigen kant. Bovendien waren de offensieven en tegenoffensieven van Iran niet of matig succesvol. 
Op 20 juli 1988 nam de VN Veiligheidsraad unaniem Resolutie 598 aan waarin werd opgeroepen alle vijandelijkheden te staken. Irak accepteerde de resolutie, maar Iran weigerde met de reden dat op zijn minst Saddam Hoesseins verantwoordelijkheid voor de oorlog moest worden erkend. Later accepteerde Khomeini de wapenstilstand alsnog. Irak trok het leger terug uit de gebieden die het (opnieuw) in Iran had bezet, en de MEK bleef achter. Deze werd door het initiële succes overmoedig en rukte op naar Kermanshah, hierbij geringe weerstand van Iraans-Koerdische strijders, het Iraanse leger en de Revolutionaire Garde ontmoetend. Toen de MEK 145 km in Iran was, buiten bereik van mogelijke Iraakse luchtsteun, werden de MEK-eenheden omsingeld, aangevallen en vernietigend verslagen door het Iraanse leger. De Iraanse bevolking bleek niet of nauwelijks warm te lopen voor een opstand, en eind juli was de MEK grondig verslagen. De operatie om de rebellen in de val te lokken heette zeer toepasselijk operatie Mersad (hinderlaag). Aan de Iraakse kant van de grens voltrok zich een soortgelijk scenario: de regering had de hand vrij om de binnenlandse orde te herstellen en sloeg de Koerdische opstand met harde hand neer in het laatste kwartaal van 1988 en 1989.
Op 8 augustus 1988 werd Resolutie 598 effectief en kwamen de vijandigheden tot een einde.

### Nasleep
De dreigende verspreiding van de Islamitische Revolutie die Khomeini voor de oorlog had aangekondigd, was gestopt. Irak had in de oorlog sterke bondgenootschappen gesloten met de Verenigde Staten en landen in de regio, zoals Jordanië, Egypte en diverse Golfstaten. Door de wapenleveringen was het land nu tot de tanden bewapend zodat in feite na de Irak-Iranoorlog de slagkracht van het Iraakse leger versterkt was. Saddam Hoessein vierde het einde van de oorlog als een overwinning en in zekere zin was zijn positie inderdaad versterkt.
De Golfoorlog heeft ook economische gevolgen voor zowel Irak als Iran gehad. Beide landen gaven miljoenen uit aan wapens en olie-installaties waren ook regelmatig een doelwit van de bombardementen. Hierdoor zaten beide landen economisch aan de grond. Iran werd hierbij sterk gehinderd door de import- en exportsancties, die tot januari 2016 in stand zouden worden gehouden. Bovendien was de prijs voor het exportproduct van beide landen, olie, op dat moment zeer laag. Beide landen waren leden van OPEC en dit kartel kon door de onenigheid niet goed functioneren, en olieproducenten waren er vooral op gericht om de eigen productie op te voeren en zo marktaandeel en inkomsten te winnen.
Deze lage olieprijs vormde een bron voor een volgend conflict. Irak kon zich hierdoor economisch niet herstellen, maar de Arabische Golfstaten waren niet bereid het hierin tegemoet te treden. Nadat Saoedi-Arabië in de jaren 1985-1990 de productie had opgevoerd, was het nu vooral Koeweit dat produceerde op een niveau boven het OPEC-quotum. Bovendien zou Koeweit oliebronnen aan de Iraakse kant van de grens hebben aangeboord. Extra zout in deze wond was dat dezelfde Arabische Golfstaten (voornamelijk Saoedi-Arabië en Koeweit) de voornaamste schuldeisers van Irak waren en deze schulden niet wilden kwijtschelden. In augustus 1990 was voor Irak de maat vol toen Koeweit weigerde de schulden kwijt te schelden en maar gedeeltelijk aan Iraks eis tot schadevergoeding tegemoet wilde komen. Irak bezette het land waarop de internationale gemeenschap reageerde met de vorming van een anti-Iraakse coalitie onder VN-mandaat. In februari 1991 brak de tweede Golfoorlog uit.

## Steun Israël aan Iran
Jack Straw, voormalig Brits minister van Buitenlandse Zaken (2001 - 2006), schrijft in zijn boek The English Job, Understanding Iran and why it distrusts Britain dat zijn voorganger Denis Healey nijdig was over de Israëlische wapenleveranties aan Iran. Gedurende de eerste zes jaar van de oorlog leverde Israël, volgens Straws bron, wapentuig ter waarde van een à twee miljard dollar.